# Dabojevići
Dabojevići (cyr. Дабојевићи) – wieś w Czarnogórze, w gminie Danilovgrad. W 2011 roku liczyła 17 mieszkańców.